# Nguyễn Hà Phan
Nguyễn Hà Phan (2 tháng 2 năm 1933–1 tháng 8 năm 2019), tên khai sinh là Phạm Văn Khoa, là một cựu chính khách Việt Nam. Trước khi bị xử lý kỉ luật khai trừ khỏi Đảng và cách mọi chức vụ trong hệ thống hành chính nhà nước, chức vụ cao nhất của ông là Ủy viên Bộ Chính trị, Bí thư Trung ương Đảng, Thường trực Ban Bí thư, Trưởng ban Kinh tế Trung ương và Phó Chủ tịch Quốc hội Việt Nam.

## Tiểu sử
Nguyễn Hà Phan tên thật là Phạm Văn Khoa , quê quán tại xã Châu Hòa, huyện Giồng Trôm, tỉnh Bến Tre. Bí danh hoạt động Cách mạng là Sáu Phan.
- Tháng 12/1958, khi đang là Tỉnh ủy viên Sóc Trăng, ông bị chính quyền Ngô Đình Diệm bắt, đến năm 1964 thì được thả.
- Năm 1979 ông làm Quyền Chủ tịch Ủy ban nhân dân tỉnh Hậu Giang (cũ). Khi ở Cần Thơ, Hậu Giang, Sáu Phan được người dân gọi là “anh Hai Nam Bộ” do tính cách cởi mở, phóng khoáng, tư duy tân tiến của mình. Ông được cho là một người giản dị và dễ gần.
- Năm 1984–1986 là Chủ tịch Ủy ban nhân dân tỉnh rồi làm Bí thư Tỉnh ủy tỉnh Hậu Giang.
- Năm 1986 là Ủy viên Dự khuyết Ban Chấp hành Trung ương Đảng Cộng sản Việt Nam, giữ chức Phó Chủ nhiệm Ủy ban Kế hoạch Nhà nước, đến năm 1988 về Hậu Giang làm Bí thư Tỉnh ủy.
- Tháng 4 năm 1990 là Ủy viên Ban Chấp hành Trung ương Đảng Cộng sản Việt Nam.[1]
- Năm 1991 là Bí thư Ban Chấp hành Trung ương, Trưởng ban Kinh tế Trung ương Đảng Cộng sản Việt Nam.
- Năm 1992 là Phó Chủ tịch Quốc hội nước Cộng hòa Xã hội Chủ nghĩa Việt Nam.
- Tháng 12 năm 1993 được bổ sung làm Ủy viên Bộ Chính trị; được phân công làm Thường trực Ban Bí thư.[2]

## Bê bối và kỷ luật
Trước thềm Đại hội Đảng Cộng sản Việt Nam lần thứ VIII, ông Nguyễn Hà Phan đang làm Trưởng ban Tổ chức Đại hội. Công việc này thường được giao cho ứng cử viên của một trong những vị trí chủ chốt, được Cố vấn Nguyễn Văn Linh ủng hộ lên làm thủ tướng thay thế Võ Văn Kiệt.
Theo cuốn Bên Thắng Cuộc của nhà báo Huy Đức thì trong thư của ông Đặng Văn Thượng, Đặc phái viên Chính phủ (nguyên Bí thư Tỉnh ủy Tây Ninh), gửi Thủ tướng Võ Văn Kiệt ngày 23 tháng 8 năm 1995 có đoạn ông Cố vấn Nguyễn Văn Linh trực tiếp phổ biến với các cán bộ chủ chốt ở miền Tây: "Kỳ này, anh Sáu Phan, Ủy viên Bộ Chính trị, sẽ được cử lên thay anh Sáu Dân, vì anh Sáu Phan có lịch sử chính trị suôn sẻ, tận tụy vô tư, sẽ giúp cho nhân dân đồng bằng sông Cửu Long phát triển nhanh hơn".
Không lâu sau có hàng loạt đơn thư, tố cáo Nguyễn Hà Phan đã từng khai báo nghiêm trọng và khi ra tù đã nhận lời làm nội gián cho địch". Ông Nguyễn Đình Hương, Phó ban Tổ chức Trung ương, Trưởng ban Bảo vệ chính trị Nội bộ Đảng được giao nhiệm vụ thẩm tra, kết quả là không có cơ sở kết luận Nguyễn Hà Phan được địch cài lại làm nội gián; tuy nhiên những gì ông Phan khai báo là rất nghiêm trọng, những người được ông xây dựng cơ sở trong lòng địch đều bị ông khai ra và sau đó bị địch giết sạch. Ngày 17 tháng 4 năm 1996, chỉ trong vòng một buổi sáng, Ban Chấp hành Trung ương khóa VII họp biểu quyết khai trừ Nguyễn Hà Phan ra khỏi Đảng, sau đó ông bị cách chức hết tất cả các chức vụ trong Đảng.
Tại kỳ họp thứ 10, Quốc hội khóa IX (tháng 10 năm 1996) đã quyết nghị bãi nhiệm chức vụ Phó Chủ tịch Quốc hội và Đại biểu Quốc hội của ông.

## Cuối đời
Sau khi bị kỉ luật và cách mọi chức vụ trong hệ thống chính quyền, Nguyễn Hà Phan chuyển về định cư tại Thành phố Cần Thơ và không tham gia bất cứ hoạt động cộng đồng nào tại địa phương.
Sáng ngày 1 tháng 8 năm 2019, Nguyễn Hà Phan qua đời tại số 14 Nguyễn Trãi, phường An Hội, quận Ninh Kiều, Tp. Cần Thơ. Ông được an táng tại quê nhà, theo ý nguyện của bản thân và gia đình. Báo chí và truyền thông chính thống của Việt Nam không đề cập đến sự ra đi của ông.

## Câu nói
- Trong lần trả lời phỏng vấn báo chí hiếm hoi về một vấn đề thời sự ông Phan nói (tại thời điểm năm 2018):[5]

| “                | Ở trong đó tôi thấy là chính Bộ Tài chính nói tiền không có mất, rồi Văn phòng Quốc hội cũng nói chuyện này là chuyện dân sự chứ không phải hình sự. Trong văn bản mà gửi cho tôi, tôi đọc nói đây là vụ án dân sự, mà báo chí đăng cũng nói là vụ án dân sự, mà lại hình sự hóa. Bởi vì tôi cũng gặp nhiều chuyện vụ án, nhưng mà vụ án này nó không phải lớn nhưng mà nó lạ lùng tôi cũng chả hiểu – ông nói thêm – Nói chung ở đây mấy thằng nó giàu quá nó sợ tôi. Ở Tp. Cần Thơ này có Cồn Khương, lúc mà tôi làm Bí thư ở đây để mà đánh quân đầu tư này, tôi mới đem dân trong nông thôn mình ra cồn đó để mà mua bán, thì đất cồn nó không có chủ thì dân chia khoảnh, chia khoảnh họ chiếm họ ở, tới giải phóng họ dính chân dính rễ ở đây ở trên Cồn Khương, ông Khương Bình Định này đi qua Pháp rồi thành ra Nhà nước coi như đất của Nhà nước, nhưng mà dân họ làm chủ. Bây giờ mấy ông nhiều tiền mấy ổng mua hết cất nhà, mấy chú lên thấy nhà chú hết hồn, nhà tôi bằng phần mười mấy nhà đó thôi, nhà tôi thuộc loại cũng khá, hồi giải phóng mua tới 3 trăm mấy chục triệu thì mới giải phóng mà thành ra thuộc loại khá nó chỉ vậy thôi. Còn nhà của nó bây giờ đất rộng mênh mông, mà nhà đến 4, 5 tầng bộ ghế nó ngồi mấy tỷ bạc. Hồi tôi kháng chiến, nó có kháng chiến không tôi không biết, hay là ở đâu điều nó về đây tôi không biết, nhưng người ta nói nó giàu lắm. Mấy ông già hưu cùng với tôi, mấy ổng thắc mắc tại sao mấy ông đó giàu vậy thôi. | ” |
| — Nguyễn Hà Phan | |   |